# Brandin Rackley
Brandin Rackley (* 1975, auch Brandi Shaeffer) ist eine US-amerikanische Schauspielerin und Fotomodell. Sie steht hauptsächlich für Erotikfilme im Fernsehen vor der Kamera.

## Leben
Rackley wuchs in Oklahoma auf und schloss 1998 ihr Studium der darstellenden Kunst (theater arts) am Oklahoma City Community College (OKCCC) mit einem Associate Degree ab. Im Anschluss zog sie nach Los Angeles und studierte an der UCLA Theater, Film und Fernsehen.
Neben ihrer Tätigkeit als Schauspielerin betreibt Rackley ein Fotostudio.

## Karriere
Zu Schulzeiten war Rackley als Cheerleaderin aktiv und erhielt von der amerikanischen National Cheerleading Association die Titel All-American und National All-American. Während des Studiums an der UCLA nahm sie an einem Fotoshooting für den Playboy teil und ein Bild von ihr wurde in der Oktober-Ausgabe 1999 in der Bilderserie Women of the PAC 10 abgedruckt. 2003 war sie erneut für Playboy in College Girl Fantasies zu sehen.
Ihre erste Nebenrolle in einem Film hatte sie 2002 in Threat of Exposure. Später spielte sie vermehrt in Erotik-Komödien für das Fernsehen mit. Dabei arbeitet sie häufig mit den Regisseuren Jim Wynorski (The Devil Wears Nada, Cleavagefield) und Fred Olen Ray (Bikini Frankenstein, Dirty Blondes from Beyond). Von 2009 bis 2011 war sie außerdem in der Serie Life on Top als Regina zu sehen. Sich selbst spielte sie in der Reality-TV-Serie 69 Sexy Things 2 Do B4U Die.

## Filmografie (Auswahl)
- 2002: Threat of Exposure
- 2004: The Hillside Strangler
- 2008–2009: 69 Sexy Things 2 Do B4U Die (TV-Serie)
- 2009: The Devil Wears Nada
- 2009: Vampire in Vegas
- 2009: Cleavagefield
- 2009–2011: Life on Top (TV-Serie)
- 2010: Bikini Frankenstein
- 2010: The Hills Have Thighs
- 2010: Twilight Vamps
- 2012: Celebrity Sex Tape
- 2012: The Teenie Weenie Bikini Squad
- 2012: Dirty Blondes from Beyond
- 2013: Pleasure Spa